# Liste der Fahnenträger der Olympischen Sommerspiele 1952
Die Liste der Fahnenträger der Olympischen Sommerspiele 1952 führt die Fahnenträger bei der Eröffnungsfeier auf.
Beim Einmarsch der Nationen zogen Athleten aller teilnehmenden Länder in das Olympiastadion Helsinki ein. Bei der Eröffnungsfeier wurden die einzelnen Teams von einem Fahnenträger aus den Reihen ihrer Sportler oder Offiziellen angeführt, der entweder von ihrem jeweiligen Nationalen Olympischen Komitee (NOK) oder von den Athleten selbst bestimmt wurde.

## Reihenfolge
Der griechischen Mannschaft wurde traditionell der Platz an vorderster Stelle gewährt, ein Sonderstatus, der aus der Ausrichtung der antiken und ersten Spiele der Moderne in Griechenland herrührt. Finnland marschierte als Gastgebernation zuletzt ein. Die anderen Länder betraten das Stadion in alphabetischer Reihenfolge in der Sprache der Gastgebernation, in diesem Fall also Finnisch. Diese Reihenfolge entspricht sowohl der Tradition als auch den Statuten des Internationalen Olympischen Komitees (IOK).

## Liste der Fahnenträger
Nachfolgend führt eine Liste die Fahnenträger der Eröffnungsfeier aller teilnehmenden Nationen auf, sortiert nach der Abfolge ihres Einmarsches. Die Liste ist zudem sortierbar nach ihrem Staatsnamen, nach Mannschaftskürzel, nach Anzahl der Athleten, nach dem Nachnamen des Fahnenträgers und dessen Sportart.

### Nach Nationen
| Abfolge | Nationalmannschaft       | Finnischer Name | Kürzel | Athleten | Fahnenträger          | Sportart       |
| ------- | ------------------------ | --------------- | ------ | -------- | --------------------- | -------------- |
| 1       | Griechenland             | Kreikka         | GRE    | 53       | Nikolaos Syllas       | Leichtathletik |
| 2       | Niederländische Antillen | Alank Antillit  | AHO    | 11       | Ergilio Hato          | Fußball        |
| 3       | Argentinien              | Argentiina      | ARG    | 123      | Delfo Cabrera         | Leichtathletik |
| 4       | Australien               | Australia       | AUS    | 87       | Mervyn Wood           | Rudern         |
| 5       | Bahamas                  | Bahama          | BAH    | 7        | Durward Knowles       | Segeln         |
| 6       | Belgien                  | Belgia          | BEL    | 135      | Charles Debeur        | Offizieller    |
| 7       | Bermuda                  | Bermuda         | BER    | 6        | Chummy Hayward        | Offizieller    |
| 8       | Brasilien                | Brasilia        | BRA    | 97       | Mário Jorge           | Basketball     |
| 9       | Bulgarien                | Bulgaria        | BUL    | 63       | Boris Nikolow         | Boxen          |
| 10      | Birma                    | Burma           | BIR    | 5        |                       |                |
| 11      | Ceylon                   | Ceylon          | CEY    | 5        |                       |                |
| 12      | Chile                    | Chile           | CHI    | 59       | Adriana Millard       | Leichtathletik |
| 13      | Ägypten                  | Egypti          | EGY    | 106      | Ahmed Fouad Nessim    | Wasserball     |
| 14      | Spanien                  | Espanja         | ESP    | 30       | Luis Omedes           | Rudern         |
| 15      | Südafrikanische Union    | Etelä-Afrikka   | RSA    | 64       | Schalk Booysen        | Leichtathletik |
| 16      | Philippinen              | Filippiinit     | PHI    | 25       | Ramón Campos          | Basketball     |
| 17      | Guatemala                | Guatemala       | GUA    | 21       | Doroteo Flores        | Leichtathletik |
| 18      | Niederlande              | Hollanti        | NED    | 104      | Simon de Wit          | Offizieller    |
| 19      | Hongkong                 | Hongkong        | HKG    | 4        |                       |                |
| 20      | Niederländisch-Indien    | Indonesia       | IHO    | 3        | Habib Suharko         | Schwimmen      |
| 21      | Indien                   | Intia           | IND    | 69       | Balbir Singh          | Hockey         |
| 22      | Iran                     | Iran            | IRN    | 22       | Mahmoud Namdjou       | Gewichtheben   |
| 23      | Irland                   | Irlanti         | IRL    | 19       | Paddy Carroll         | Offizieller    |
| 24      | Island                   | Islanti         | ISL    | 9        | Friðrik Guðmundsson   | Leichtathletik |
| 25      | Großbritannien           | Iso-Britannia   | GBR    | 257      | Harold Whitlock       | Leichtathletik |
| 26      | Israel                   | Israel          | ISR    | 26       | Abraham Shneior       | Basketball     |
| 27      | Italien                  | Italia          | ITA    | 231      | Miranda Cicognani     | Turnen         |
| 28      | Österreich               | Itävalta        | AUT    | 112      | Willi Welt            | Turnen         |
| 29      | Jamaika                  | Jamaika         | JAM    | 8        | Arthur Wint           | Leichtathletik |
| 30      | Japan                    | Japani          | JPN    | 69       | Bunkichi Sawada       | Leichtathletik |
| 31      | Jugoslawien              | Jugoslavia      | YUG    | 96       | Oto Rebula            | Leichtathletik |
| 32      | Kanada                   | Kanada          | CAN    | 107      | Bill Parnell          | Leichtathletik |
| 33      | Südkorea                 | Korea           | KOR    | 19       | Han Soo-an            | Boxen          |
| 34      | Goldküste                | Kultarannikko   | GCO    | 7        |                       |                |
| 35      | Kuba                     | Kuuba           | CUB    | 29       | Federico López        | Basketball     |
| 36      | Libanon                  | Libanon         | LBN    | 9        |                       |                |
| 37      | Liechtenstein            | Liechtenstein   | LIE    | 2        |                       |                |
| 38      | Luxemburg                | Luxemburg       | LUX    | 44       | Camille Wagner        | Fußball        |
| 39      | Mexiko                   | Meksiko         | MEX    | 64       | Joaquín Capilla       | Wasserspringen |
| 40      | Monaco                   | Monaco          | MON    | 8        |                       |                |
| 41      | Sowjetunion              | Neuvostoliitto  | URS    | 295      | Jakow Kuzenko         | Offizieller    |
| 42      | Nigeria                  | Nigeria         | NGR    | 9        | Josiah Majekodunmi    | Leichtathletik |
| 43      | Norwegen                 | Norja           | NOR    | 102      | Martin Stokken        | Leichtathletik |
| 44      |                          | Pakistan        | PAK    | 38       | Muhammad Niaz Khan    | Hockey         |
| 45      | Panama                   | Panama          | PAN    | 1        | Carlos Chávez         | Gewichtheben   |
| 46      | Puerto Rico              | Porto Rico      | PUR    | 21       | Jaime Annexy          | Leichtathletik |
| 47      | Portugal                 | Portugali       | POR    | 71       |                       |                |
| 48      | Polen                    | Puola           | POL    | 125      | Teodor Kocerka        | Rudern         |
| 49      | Frankreich               | Ranska          | FRA    | 245      | Ignace Heinrich       | Leichtathletik |
| 50      | Rumänien                 | Romania         | ROM    | 114      | Dumitru Paraschivescu | Leichtathletik |
| 51      | Schweden                 | Ruotsi          | SWE    | 206      | Bo Eriksson           | Fechten        |
| 52      | Saarland                 | Saar            | SAA    | 36       | Anton Breder          | Leichtathletik |
| 53      | BR Deutschland           | Saksa           | GER    | 205      | Friedel Schirmer      | Leichtathletik |
| 54      | Singapur                 | Singapore       | SGP    | 5        | Thong Saw Pak         | Gewichtheben   |
| 55      | Schweiz                  | Sveitsi         | SUI    | 157      | Walter Lehmann        | Leichtathletik |
| 56      | Dänemark                 | Tanska          | DEN    | 129      | Erik Swane Lund       | Fechten        |
| 57      | Thailand                 | Thaimaa         | THA    | 8        |                       |                |
| 58      | Trinidad und Tobago      | Trinidad        | TTO    | 2        | Rodney Wilkes         | Gewichtheben   |
| 59      | Tschechoslowakei         | Tšekkoslovakia  | TCH    | 99       | Vít Matlocha          | Offizieller    |
| 60      | Türkei                   | Turkki          | TUR    | 51       | Ruhi Sarıalp          | Leichtathletik |
| 61      | Ungarn                   | Unkari          | HUN    | 189      | Imre Németh           | Leichtathletik |
| 62      | Uruguay                  | Uruguay         | URU    | 32       | Estrella Puente       | Leichtathletik |
| 63      | Neuseeland               | Uusi-Seelanti   | NZL    | 15       | Harold Cleghorn       | Gewichtheben   |
| 64      | Venezuela                | Venezuela       | VEN    | 38       | Asnoldo Devonish      | Leichtathletik |
| 65      | Vietnam                  | Vietnam         | VNM    | 8        |                       |                |
| 66      | Vereinigte Staaten       | Yhdysvallat     | USA    | 286      | Norman Cohn-Armitage  | Fechten        |
| 67      | Finnland                 | Suomi           | FIN    | 258      | Väinö Suvivuo         | Leichtathletik |

 Britisch-Guayana und  China kein Einmarsch

### Nach Sportarten
| Sportart       | Nationen | Anzahl |
| -------------- | --- | ------ |
| Basketball     | Brasilien – Israel – Kuba – Philippinen | 4      |
| Boxen          | Bulgarien – Südkorea | 2      |
| Fechten        | Dänemark – Schweden – Vereinigte Staaten | 3      |
| Fußball        | Niederländische Antillen – Luxemburg | 2      |
| Gewichtheben   | Iran – Neuseeland – Panama – Singapur – Trinidad und Tobago | 5      |
| Hockey         | Indien – Pakistan | 2      |
| Leichtathletik | Argentinien – Chile – BR Deutschland – Finnland – Frankreich – Griechenland – Großbritannien – Guatemala – Island – Jamaika – Japan – Jugoslawien – Kanada – Nigeria – Norwegen – Puerto Rico – Rumänien – Saarland – Schweiz – Südafrikanische Union – Türkei – Ungarn – Uruguay – Venezuela | 24     |
| Ringen         | |        |
| Rudern         | Australien – Polen – Spanien | 3      |
| Schießen       | |        |
| Schwimmen      | Niederländisch-Indien | 1      |
| Segeln         | Bahamas | 1      |
| Turnen         | Italien – Österreich | 2      |
| Wasserball     | Ägypten | 1      |
| Wasserspringen | Mexiko | 1      |
| Offizieller    | Belgien – Bermuda – Irland – Niederlande – Sowjetunion – Tschechoslowakei | 7      |
| Unbekannt      | Birma – Ceylon – Goldküste – Hongkong – Libanon – Liechtenstein – Monaco – Portugal – Thailand – Vietnam | 10     |
| Kein Einmarsch | Britisch-Guayana – China | 2      |